# Namār
Namār (persiska: نمار, نَمارِستاق) är en ort i Iran.   Den ligger i provinsen Mazandaran, i den norra delen av landet, 70 km nordost om huvudstaden Teheran. Namār ligger 2 137 meter över havet och antalet invånare är 165.
Terrängen runt Namār är bergig åt sydost, men åt nordväst är den kuperad. Namār ligger nere i en dal.Runt Namār är det ganska tätbefolkat, med 120 invånare per kvadratkilometer. Närmaste större samhälle är Noj, 10,7 km nordväst om Namār. Trakten runt Namār består i huvudsak av gräsmarker.